# Nenad Babović
Nenad Babović –en serbio, Ненад Бабовић– (Belgrado, Yugoslavia, 2 de enero de 1976) es un deportista serbio que compitió en remo.
Ganó una medalla de bronce en el Campeonato Mundial de Remo de 2009 y cinco medallas en el Campeonato Europeo de Remo entre los años 2007 y 2012.
Participó en los Juegos Olímpicos de Atenas 2004, ocupando el séptimo lugar en la prueba de cuatro sin timonel ligero.

## Palmarés internacional
| Campeonato Mundial | Campeonato Mundial  | Campeonato Mundial | Campeonato Mundial        |
| Año                | Lugar               | Medalla            | Prueba                    |
| ------------------ | ------------------- | ------------------ | ------------------------- |
| 2009               | Poznań (Polonia)    | Medalla de bronce  | Dos sin timonel ligero    |
| Campeonato Europeo |                     |                    |                           |
| Año                | Lugar               | Medalla            | Prueba                    |
| 2007               | Poznań (Polonia)    | Medalla de plata   | Cuatro sin timonel ligero |
| 2008               | Maratón (Grecia)    | Medalla de plata   | Cuatro sin timonel ligero |
| 2009               | Brest (Bielorrusia) | Medalla de bronce  | Cuatro sin timonel ligero |
| 2011               | Plovdiv (Bulgaria)  | Medalla de bronce  | Cuatro sin timonel ligero |
| 2012               | Varese (Italia)     | Medalla de bronce  | Cuatro sin timonel ligero |